# Karl-Erik Edris
Karl-Erik Edris, född 1946, är en svensk författare. 
Edris arbetade före 1998 som spärrvakt vid Trångsunds pendeltågsstation och gav 1998 ut boken Den vise VD:n. Han har därefter skrivit flera böcker, arbetat som ledarskapskonsult och föredragshållare på heltid.   

## Böcker
- Vision eller vanmakt, 1987
- I elfte timmen, 1995
- Den vise VD:n, 1998
- Oanade möjligheter, 1999
- … men vad går det ut på egentligen – livet alltså, 2004
- I ett annat ljus, 2010
- Vart är världen på väg? 2015